# ソニー・スティット
ソニー・スティット（Sonny Stitt）こと、エドワード・ハモンド・ボートナー・ジュニア（Edward Hammond Boatner Jr.、1924年2月2日 ボストン – 1982年7月22日 ワシントンD.C.)）は、ビバップ期およびハードバップ期に活躍したアメリカ合衆国のジャズ・サクソフォーン奏者。チャーリー・パーカーの最も優れた弟子と看做されており、ブルースや、《スカイラーク（Skylark）》のようなバラードによってとりわけ深い感銘を与えた。同世代の他のサクソフォーン奏者に比べると、もっとも多くの録音を行った一人であり、生前に100点以上の録音を残した。スティットの演奏は、最初はチャーリー・パーカーやレスター・ヤングに大きく触発されていたが、ゆくゆくは自身の演奏様式を繰り広げ、今度は自分がジョン・コルトレーンを感化することとなった。アメリカ在住のドイツ人ジャズ評論家、ダン・モルゲンシュテルンは、スティットのあくなき演奏旅行とジャズへの献身を評して、「一匹狼」というあだ名を献上している。

## 略歴

### 生い立ち
マサチューセッツ州はボストンに生まれ、ミシガン州のサギノーに育つ。家庭の環境は音楽的であり、父親は大学の音楽教授で母親はピアノ教師、兄弟もクラシック音楽の教育を受けたピアニストであった。1943年に初めてチャーリー・パーカーと出逢う。後にスティットが述懐したところによると、二人は互いの演奏スタイルが非常に似通っていることを認め合ったという。このような類似が見られたのも、スティットが摸倣したからだけではなく、部分的には偶然のためでもあった。スティットの最初期の録音は、スタン・ゲッツやディジー・ガレスピーとの共演によって1945年に行われた。スティットは専らバップ様式のバンドで演奏したとはいえ、すでにスウィング様式のいくつかのバンドで経験を積んでいた。スティットは、1940年代初頭にタイニー・ブラッドショウのビッグバンドの花形となり、1945年にはガレスピー楽団でチャーリー・パーカーの後任になっている。

### 戦後

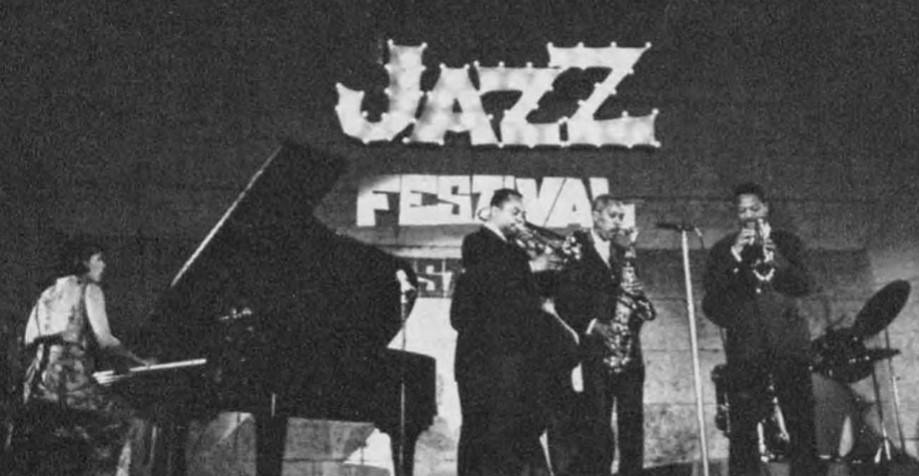
1964年7月10日から16日にかけて、東京、大阪、京都、名古屋、札幌で「第1回世界ジャズ・フェスティヴァル」が開催された。スティットはJ・J・ジョンソン・オールスターズのメンバーとして来日した。日比谷野外音楽堂で行われたJ・J・ジョンソン・オールスターズのコンサートには秋吉敏子がピアノで飛び入り参加した。写真は左から秋吉、J・J・ジョンソン、スティット、クラーク・テリー。

1945年から1949年まで、ビリー・エクスタインのビッグバンドにおいて、将来のバップ様式の先駆者であるデクスター・ゴードンやジーン・アモンズと並んで、アルト・サクソフォーンを受け持った。退団する頃にはテナー・サクソフォーンをより頻繁に演奏するようになる。その後はアモンズやバド・パウエルと共演した。1948年から1949年まで麻薬密売の罪でレキシントン監獄に収容されている。
このことが原因で、1971年10月2日に開催された第3回ニューポート・ジャズ・フェスティバル・イン・トーキョー出演予定であったスティットを含むディジー・ガレスピー、カイ・ウィンディング、セロニアス・モンク、アル・マッキーボン、アート・ブレイキーの6人、即ち「ジャイアンツ・オブ・ジャズ」の一行は7月から来日していたが、スティットだけが羽田空港に降り立ちながらも入国管理局審査が下りず、強制送還される結果となってしまった。
結局「ニューポート・イン・トーキョー」での「ジャイアンツ・オブ・ジャズ」は、スティットを除いたクインテット編成で公演がとり行われた。
結局、スティットに入国が許可されるのは、1978年9月25日のモントルー・ジャズ・フェスティバル・イン・ジャパンまで待たねばならなかった。1978年に晴れて日本のステージを踏んだスティットは、これを大変に喜び、日本のファンに対して事前に大サービスの計画をしていた。前年の1977年9月3日、王貞治はハンク・アーロンの記録を抜く756号ホームランを達成。「モンタレー・イン・ジャパン」開催の約3週間前、1978年8月30日に放たれた800号ホームランに日本中の国民は沸き返っていた。武道館でのステージ上、スティットは自分のソロ・オーダーが回ってくると、王選手の一本足打法を模した姿でテナー・サックスを吹いたのだ。流麗無比なアドリブ・フレーズと共に、このステージアクションに日本の聴衆が大歓声をあげるという光景は語り草となっている。
テナー・サクソフォーンを演奏する時は、スティットはチャーリー・パーカーの真似をしているとの非難を免れたように思われた。但し、どうやら上記のアモンズとの共演の場合には、大きめの楽器が役立ったというのがその要因だったらしい。事実テナー・サクソフォーンでは、格段に際立った音色を繰り出すようになったのである。その他のバップ・ミュージシャン、例えばバド・パウエルや、スティットに比べて硬い音色のテナー・サクソフォーン奏者エディ・ロックジョウ・デイヴィスと共演し、1950年代になると、サイドマンとしてプレスティッジのほかにアーゴやヴァーヴ、ルーストといったレーベルに多数の録音を行なっている。1950年代後半にはアフロキューバン・ジャズを試みており、その成果はルースト・レーベルやヴァーヴ・レーベルへの録音、例えばサド・ジョーンズやチック・コリアと組んだラテン風の《枯葉》の解釈に認めることが出来る。
スティットは、1960年に短期間マイルス・デイヴィスの仲間になったが、デイヴィス・クィンテットとの録音は、1960年のツアーのライブ音源によってしか確かめられない。マンチェスターやパリでのコンサートは商業的に入手可能であり、（ジョン・コルトレーンとの初期のクィンテットを含む）多くのコンサートは、『ライヴ・アット・ストックホルム（Live at Stockholm）』（ドラゴン）としてレコード化されている。これらすべてにおいてウィントン・ケリーやジミー・コブ、ポール・チェンバースが異彩を放っている。しかしながらマイルスは、酒癖の悪さのためにスティットを解雇し、ハンク・モブレーを後任に据えた。
友人で演奏家仲間のジーン・アモンズとは、たくさんの忘れがたい名録音を遺したが、アモンズが薬物不法所持で投獄されたために録音が中断を見てもいる。この二人のサクソフォーン奏者が遺したレコードは、多くの人々から、アモンズの最高の作品にしてスティットの最高の作品であると看做されている。したがってアモンズとスティットの関係は、ジャズ界における最高のライバル同士の組み合せの一つとして後世に受け継がれたのである（同様の例に、ズート・シムズとアル・コーンの、また、ジョニー・グリフィンとエディ・ロックジョウ・デイヴィスの関係が知られる）。スティットは、ソウル・ジャズのジャンルにも乗り出し、1964年に同じテナー・サクソフォーン奏者のブッカー・アーヴィンと共演してアルバム『ソウル・ピープル（Soul People）』を録音した。
1960年代には、元エリントン楽団員のポール・ゴンザルヴェスとも録音している。その頃には、定期的にロンドンのロニー・スコッツ・ジャズ・クラブを訪れており、1964年にはロニー・スコットとライブ録音も行なった。この音源は後に『ザ・ナイト・ハズ・ア・サウザンド・アイズ（The Night Has A Thousand Eyes）』と題してアルバムとして発表された。同盤のもう一人の主役は、ギタリストのジム・ホールとピアニストのジョン・ルイスである。同じく1964年には、ビバップ様式のトロンボーン奏者、J・J・ジョンソンとニューポート・ジャズ・フェスティバルで共演した。1966年には、ジャマイカ人ギタリストのアーネスト・ラングリンや、イギリス人テナー・サクソフォーン奏者のディック・モリッシーともライブ録音を行なった。1960年代の後半には、主な指導者のひとりであったチャーリー・パーカーへの表敬のしるしとして、アルバム『スティット・プレイズ・バード（Stitt Plays Bird）』も録音している。

### 後半生
1970年代には録音量がやや低調になるが、1972年にもう一つの古典的アルバム『チューン・アップ（Tune Up）』を制作する。これは、スコット・ヤナウのような、多くのジャズ評論家によって決定的名盤として認められている。事実、燃え立つような、そしてほとばしるようなソロは、初期の演奏の名残りを相当に感じさせる。
スティットは、ヴァリトーンと呼ばれる電子サクソフォーンを試みた最初のジャズ・ミュージシャンである。1971年に録音され2000年に発表されたアルバム『ジャスト・ザ・ウェイ・イト・ワズ（Just The Way It Was - Live At The Left Bank）』においてその音色を確かめることが出来る。アート・ブレイキーやディジー・ガレスピー、セロニアス・モンクらとともに、マーキュリー・レコードのアルバム『ジャイアント・オブ・ジャズ（The Giants of Jazz）』の録音に参加し、コブルストーンなどのレーベルへの録音にも加わった。最後の録音は日本で収録されている。
1978年7月、来日コンサートの予定（同月6日九段会館、同月20日読売ホール）が組まれチケットの発売も行われたが、査証許可がおりずに来日が中止された。

## 最後の演奏と帰国直後の死
晩年は首に悪性黒色腫を患っていた。日本で大物ジャズメンのコンサートといえば大都市でしか開催されないのが通例だが、地方の小さな町の人々にも本物のジャズを広める目的で、1982年7月12日からの北海道をスタート地点としたソニー・スティット・カルテットの日本全国縦断ツアーが予定されていた。この最後の楽旅は非常に危険な事実を承知の上、スティット自身の強い意志で敢行された。看護婦の付き添いで車椅子に乗った来日の姿は、関係者とファンの間で非常に危ぶまれたが、旭川で一曲のみ吹奏したのを最後についに演奏不能となり、それでも札幌では包帯を巻いたまま舞台挨拶を行い、八雲では病床で録音した挨拶メッセージをホールで流すも、19日に急遽帰国した。演奏不能となったツアーの後半はステージ中央に置かれた椅子に彼の愛器を飾った状態で、伴奏だったジェームス・ウィリアムス（ピアノ）、ナット・リーヴス（ベース）、ヴィニー・ジョンソン（ドラムス）のトリオのみでコンサートが行なわれた。
帰国の3日後、1982年7月22日にワシントンDCで死亡した際の新聞各紙訃報では、皮膚がんが死因と報道された。

## 註釈
1. 1 2 3  Wilson, John S. (1982年). “Sonny Stitt, Saxophonist, Is Dead; Style Likened to Charlie Parker's”. The New York Times:  pp. 28 2008年6月25日閲覧。 {{cite news}}: 不明な引数|coauthors=が空白で指定されています。 (説明)⚠
2. 1 2  “SONNY STITT, 58, JAZZ SAXOPHONIST, DISCIPLE OF CHARLIE (BIRD) PARKER”. The Boston Globe:  pp. 1. (1982年7月25日) 2008年6月25日閲覧。 {{cite news}}: 不明な引数|coauthors=が空白で指定されています。 (説明)⚠
3. ↑  allmusic ((( Sonny Stitt > Biography )))
4. ↑  池上信次 (2021年8月10日). “「TOKYO1964」のジャズ・フェスティヴァル”.   サライ. 2024年5月16日閲覧。
5. ↑  『スイングジャーナル』1964年9月号、スイング・ジャーナル社、26-38頁。
6. ↑  広告欄 ソニー・スティット公演中止のお知らせ『朝日新聞』1978年（昭和53年）7月5日朝刊、13版、23面

### 音源
- Sonny Stitt - Star Dust
- Just Friends - Sonny Stitt
- Sonny Stitt-The Good Life
- Sonny Stitt- Everything Happens To Me
- Sonny Stitt - The Bar-B-Que Man - 1971
- Sonny Stitt - Never Can Say Goodbye